# Université Washington et Lee
L'université Washington et Lee (Washington and Lee University) est une université privée américaine située à Lexington en Virginie. Une des « universités d'arts libéraux », elle est une des plus vieilles et des plus prestigieuses universités des États-Unis.
L'université est célèbre pour son code d'honneur, sa tradition de saluer tout le monde quand on le croise (la speaking tradition), son bal de Fancy Dress et sa Mock Convention tous les 4 ans. Elle est connue pour le conservatisme relatif de ses étudiants, dont 80 % deviennent membres d'une « fraternité » ou d'une « sororité » contre 20 % en moyenne dans le reste des universités nord-américaines. Il y a aussi plusieurs secret societies comme Cadavers ou Minks.
Elle est le modèle de l'université fictive du livre L'Étudiant étranger de Philippe Labro, qui y a été étudiant dans les années 1950. Hautement sélective, l'université ne comporte que 2 200 étudiants, dont 1 800 étudiants de premier cycle (undergraduate) et elle n'accepte qu'un candidat sur sept.

## Historique
L'université a été fondée sous le nom d'Augusta Academy par des immigrés protestants d'Irlande du Nord en 1749. En 1776, ses dirigeants changent son nom en Liberty Hall Academy, en l'honneur de la Révolution américaine. En 1796, à la suite d'une donation d'environ 20 000 $ d'actions par George Washington, le nom de l'institut est à nouveau changé en Washington Academy. En 1813, le lycée est un centre d'éducation supérieur, dont le nom est désormais Washington College.[pas clair] Après la guerre de Sécession, en 1865, Robert Lee devient le président de l'université. À sa mort en 1870, l'université est rebaptisée Washington and Lee University.

## Étudiants
- Archibald Alexander (1772-1851), premier professeur et principal du Princeton Theological Seminary
- Matt Bevin, gouverneur du Kentucky depuis 2015
- Rebecca Makkai, romancière et nouvelliste américaine
- Pat Robertson, télévangéliste
- Tom Wolfe, écrivain
- Robert Paxton, historien
- Alex Hitz, chef américain
- Philippe Labro, journaliste et écrivain